# Pilote
Pilote war von 1959 bis 1989 ein französisches Jugend-Magazin, das viele berühmte Comic-Serien, -Zeichner und -Autoren hervorbrachte. So wurde zum Beispiel Asterix extra für den Start von Pilote entwickelt. Im Magazin wurden auch Geschichten sowie technische und kulturelle Informationen veröffentlicht, z. B. das Pilotorama, in dem auf einer Farbdoppelseite ein Thema aus Technik oder Kultur in einer großen Zeichnung dargestellt wurde. Pilote war bekannt dafür, jungen, noch unbekannten Autoren Veröffentlichungsmöglichkeiten zu bieten und Experimente zu erlauben. Eine Reihe von später berühmten Autoren wurde durch Pilote erstmals einem breiten Publikum bekannt gemacht. In den Jahren nach 1968 kam es zu schweren Auseinandersetzungen innerhalb der Redaktion und mit dem Herausgeber Georges Dargaud, in deren Folge 1974 die Schöpfer von „Asterix“, René Goscinny (zu der Zeit Chefredakteur) und Albert Uderzo (zu der Zeit künstlerischer Direktor), Pilote verließen.

## Veröffentlichungsgeschichte
Die erste Ausgabe von Pilote erschien am 29. Oktober 1959. Bis zum 30. Mai 1974 folgten 759 weitere Ausgaben in wöchentlichem Veröffentlichungsrhythmus. Während der Unruhen im Jahr 1968 erschien das Magazin zwei Wochen lang nicht. Ab Juni 1974 wurde das Erscheinen auf monatliche Ausgaben umgestellt und der Inhalt vom ursprünglichen Jugend-Magazin-Konzept auf ein erwachseneres Publikum gerichtet. So erschienen bis Februar 1986 140 Ausgaben, ehe Pilote mit dem Magazin Charlie Mensuel zu Pilote & Charlie fusionierte. Aus dem Zusammenschluss entstand 1986 der Pariser Verlag Delcourt, der auf Comics und Manga spezialisiert ist. Vom 5. März 1986 bis zum November 1989 erschienen insgesamt 41 Ausgaben, die allerdings ab der Nummer 28 vom September 1988 wieder nur noch Pilote betitelt waren. Danach wurde Pilote eingestellt. Allerdings erschien am 19. Juni 2003 noch eine 132-seitige Sondernummer und 2004 eine weitere Sondernummer von Dargaud zu Weihnachten.

## InPiloteerschienene Serien (Auswahl)
- 1959
  - Asterix von René Goscinny (Text) und Albert Uderzo (Zeichnungen)
  - Der rote Korsar von Jean-Michel Charlier (Text) und Victor Hubinon (Zeichnungen)
  - Tanguy und Laverdure von Jean-Michel Charlier (Text), Albert Uderzo (Zeichnungen) und Jijé (Zeichnungen)
  - Jacques Le Gall von Jean-Michel Charlier (Text) und MiTacq (Zeichnungen)
  - P’tit Pat von Remo Forlani (Text) und Jacques Dagues (Zeichnungen)
- 1961
  - Guy Lebleu von Jean-Michel Charlier (Text) und Raymond Poïvet (Zeichnungen)
- 1962 
  - Valentin, der Vagabund von René Goscinny und Fred (Text) und Jean Tabary (Zeichnungen)
- 1963
  - Albert Enzian von Greg
  - Leutnant Blueberry von Jean-Michel Charlier (Text) und Jean Giraud (Zeichnungen)
  - Buck Gallo von Yves Duval (Text), Jean Tabary (Text) und Mic Delinx (Zeichnungen)
  - Norbert und Kari von Christian Godard
- 1965
  - Les Dingodossiers von René Goscinny (Text) und Marcel Gotlib (Zeichnungen)
- 1966
  - Rémi Herphelin von François Gépral (Text) und Florenci Clavé (Zeichnungen)
- 1967
  - Lucky Luke von René Goscinny (Text) und Morris (Zeichnungen)
  - Valerian und Veronique von Pierre Christin (Text) und Jean-Claude Mézières (Zeichnungen)
  - Submerman von Jacques Lob (Text) und Georges Pichard (Zeichnungen)
- 1968
  - Isnogud von René Goscinny (Text) und Jean Tabary (Zeichnungen)
- 1970
  - Lone Sloane von Philippe Druillet
- 1972
  - Superdupont von Jacques Lob (Text) und Marcel Gotlib (Zeichnungen)
- 1973
  - Dracurella von Julio Ribera
- 1974
  - Mac Coy von Jean-Pierre Gourmelen (Text) und Antonio Hernández Palacios (Zeichnungen)
  - Jonathan Cartland von Laurence Harlé (Text) und Michel Blanc-Dumont (Zeichnungen)
- 1978
  - Die Vagabunden der Unendlichkeit von Christian Godard (Text) und Julio Ribera (Zeichnungen)
- 1982
  - Stan Caïman von François Thomas
- 1986
  - Krane der Krieger von Jean-Pierre Gourmelen (Text) und Marco Patrito (Zeichnungen)
- 1987
  - Druuna von Paolo Eleuteri Serpieri
- 1988
  - Thomas Noland von Daniel Pecqueur (Text) und Franz (Zeichnungen)

## Deutsche Ausgabe
Von Januar 1981 bis Oktober 1984 erschienen unter dem Titel PILOT Comics für Erwachsene (mit Unterbrechungen) Lizenz-Ausgaben beim Volksverlag. Nach Ausgabe 26 wurde das Projekt wegen Unrentabilität eingestellt.

## Weiterführende Literatur
- Henri Filippini, Histoire du journal Pilote et des publications des éditions Dargaud, Glénat, 1977.
- Guy Vidal, Le livre d’or du journal Pilote, Dargaud, 1980.
- Cuno Affolter, 30 Jahre Pilote – Oder: Wie die Comics erwachsen wurden in: Andreas C. Knigge (Hrsg.): Comic Jahrbuch 1989, Ullstein 36565, ISBN 3548 36565 5
- Patrick Gaumer, Les Années Pilote, Dargaud, 1996.